# Elinor Smith
Pour les articles homonymes, voir Smith.
Elinor Smith, née Elinor Regina Patricia Ward le 17 août 1911 et morte le 19 mars 2010, est une américaine pionnière de l'aviation, connue comme « The Flying Flapper of Freeport » (la garçonne volante de Freeport). Elle fut la première femme pilote d'essai pour Fairchild et Bellanca (maintenant AviaBellanca).

## Jeunesse
Smith est née, Regina Elinor Patricia Ward (son père, acteur, a changé de nom pour Tom Smith, donc elle est devenue Elinor Smith), à New York et a grandi à Freeport, Long Island, New York,,,. Sa mère avait été chanteuse professionnelle, mais a abandonné la scène lorsqu'elle s'est mariée. Son père était comédien, chanteur et danseur. Il effectua de nombreuses tournées (y compris en Grande-Bretagne et en France) dans le rôle de l'épouvantail (en) dans une mise en scène du Magicien d'Oz et a été une star du Circuit Orpheum (en). Il a écrit son propre rôle pour son acte de vaudeville, et dans les années 1920 continuait à écrire des comédies pour les spectacles de Broadway.

## Carrière dans l'aviation
En 1918, à l'âge de six ans, avec son frère Joe, elle a effectué son baptême de l'air dans un Farman à hélice propulsive qui a décollé d'un champ de pommes de terre à proximité de Hicksville, Long Island. Elle a immédiatement été prise de passion pour le vol et a effectué de nombreux vols cet été-là avec le même pilote français, Louis Gaubert,,. À l'âge de 10 ans, elle a commencé à prendre des leçons de pilotage auprès de Clyde Edward Pangborn qui avait attaché des blocs aux palonniers afin que les pieds d'Elinor puisse les atteindre,.
Elle reçut d'autres leçons de Freddie Lund, le pilote qui emmenait son père à travers le pays sur le circuit des vaudevilles et lui enseignait aussi à piloter, et de Bert Acosta. Son père a acheté un Waco 9 (en) et engagea « Red » Devereaux comme pilote et comme instructeur de vol pour eux deux. Pendant toute cette période, cependant, son père avait interdit à ses professeurs, de la laisser décoller ou atterrir, parce qu'il craignait pour sa sécurité. Cette interdiction fut finalement levée par sa mère tandis que son père était hors de la ville, et après dix jours d'enseignement intense par Russ Holdermann, elle sortit en solo pour la première fois à 15 ans. Elle a commencé à amener le Waco 9 de son père à des altitudes plus élevées qu'on ne l'avait jamais fait avec un tel avion. Elle écrira plus tard dans ses mémoires, « je n'avais rien à faire là-haut, sans oxygène et je le savais. » Le mot fut passé, et tout fut arrangé pour qu'elle obtienne une licence de la Fédération aéronautique internationale (FAI) et un barographe certifiée FAI,. Orville Wright a validé sa licence FAI , et trois mois après son premier solo, elle établit le record officiel d'altitude à 3 624 m en avion léger dans le Waco 9,. En septembre 1927, à 16 ans, elle est devenue la plus jeune pilote licenciée du gouvernement des États-Unis.

## Cascade aériennes sous les ponts de New York
Jusqu'à ce jour, elle et sa famille avaient délibérément maintenu la publicité au minimum, afin de lui permettre de parfaire ses compétences de vol sans la distraction de l'attention du public. Cette situation allait bientôt changer. À la mi-octobre 1928, sur un défi, elle a piloté un Waco 10 sous les quatre ponts de l'Est River à New York d'après le Cradle of Aviation Museum, elle est la seule personne à l'avoir fait,,. De son propre aveu à l'époque, elle a d'abord effectué une reconnaissance du trajet au-dessus du pont ; elle a dû néanmoins esquiver plusieurs navires,. Même si elle ne le savait pas à l'avance, des équipes d'actualités étaient là pour filmer à chaque pont : les habitués de Roosevelt Field, New York (en) avaient beaucoup parié sur sa réussite ou non, et ceux qui pariaient sur elle avait alerté les médias pour qu'il y ait des preuves claires sur film qu'elle était bien aux commandes de l'avion. D'après son compte-rendu, la seule sanction qu'elle a reçu pour la cascade non autorisée fut de 10 jours d'interdiction de vol par la ville de New York, dont le maire James J. Walker intercéda en sa faveur afin d'éviter toute suspension effective de sa licence par le département du Commerce des États-Unis. Une demande d'autographe accompagnait la lettre de réprimande du Ministère à Elinor.
Tom D. Crouch a écrit qu'elle a eu 15 jours de suspension de licence. En tout cas, la cascade et son attitude insouciante l'ont rendue célèbre et l'ont aidée à gagner son surnom « Flying Flapper » (garçonne volante).

## Records battus

### Records d'endurance
De nombreux autres exploits ont suivi de près. Jusqu'à la fin de 1928, il n'y avait pas de record d'endurance de vol établi par des femmes ; Smith a décidé d'en établir un, et s'est battue pour cela. Le 20 décembre, Viola Gentry (en) vola pendant huit heures et six minutes. En ce qui concerne Smith, il fut établi un objectif réalisable, elle qui d'après Red Devereaux l'aurait fait « debout sur la tête ». Toutefois, avant que Smith ait terminé ses préparatifs, le 2 janvier 1929, Evelyn « Bobbi » Trout, en Californie, a élevé le record à 12 heures. En vertu des règles FAI, les records d'endurance doivent être établis par heure pleine.
Fin janvier 1929, il devint clair que Gentry était prête à faire une autre tentative. L'hiver était rude à New York cette année-là, Smith jugea que Roosevelt Field n'était pas en état pour un décollage très chargé. Avec quelques difficultés, elle obtint la permission d'utiliser le terrain militaire à proximité de la base aérienne Mitchel Field. Le 30 janvier, pilotant un biplan Brunner-Winkle Bird (en) à cockpit ouvert, une journée où la température était de −18 °C, Smith porta le record d'endurance féminin en solo à 13 h 30 min. Son plan était de voler toute la nuit et d'atterrir en plein jour : à l'insu de ceux qui l'entourent, même si elle avait souvent atterri au crépuscule, elle n'avait jamais fait un atterrissage de nuit avant. Toutefois, l'effet du froid sur elle et son avion la força à se poser. Elle réussit à atterrir avec une lourde charge de carburant restant, seulement grâce au fait que Jimmy Doolittle avait vu sa fusée et fut en mesure de la guider jusqu'à l'aérodrome. En effet, personne sur le terrain n'avait vu sa fusée, aussi les feux de piste n'avaient pas été allumés. Après l'atterrissage, elle se promit « de ne plus jamais afficher ce mélange d'incompétence et d'arrogance. »
Le lendemain, Gentry s'est écrasée au décollage en tentant de faire mieux que Smith ; Gentry n'a pas été blessée, mais son avion a été endommagé. Bobbi Trout reprit le record d'endurance avec un vol de 17 heures, les 10-11 février, mais trois mois plus tard, en avril 1929, Smith pulvérisait ce record en solo avec 26 h 30 min dans un monoplan AviaBellanca Aircraft. Ce vol a également fait d'elle la première femme à piloter un avion si puissant et si gros.

### Record de vitesse
Le mois suivant, elle établit le record du monde féminin de vitesse de 307,1 km/h dans un Curtiss, un avion militaire. En juin 1929, le fabricant de parachutes Irving Chute Co. l'engage pour une tournée aux États-Unis, aux commandes d'un Bellanca Pacemaker (en) sur 9 656 km, ce qui fait de Smith à 18 ans la première femme pilote professionnel. Pendant cette tournée, à Cleveland, Ohio, elle a été le pilote lors d'un lâcher sans précédent de sept parachutistes.

### Endurance avec ravitaillement en vol
C'est également en 1929, décollant de Metropolitan Airport (maintenant Van Nuys Airport) à Los Angeles, qu'elle et Bobbi Trout (qui était copilote) ont établi le premier record d'endurance féminin avec ravitaillement en vol. Ils tinrent en l'air durant 42 h 30 min dans un biplan Sunbeam propulsé par un moteur J-6 de 300 ch. Smith pilotait au contact tandis que Trout s'occupait du tuyau de ravitaillement,,. Leur équipe de ravitaillement, un Curtiss Pigeon (en) avec un moteur Liberty L-12, piloté par Paul Whittier avec Pete Reinhardt à la manipulation du tuyau. Smith et Trout espéraient un record d'au moins 100 heures, visant 164 heures (une semaine), mais cela ne devait pas se faire. Les deux appareils n'étaient pas très bien adaptés à la tâche à accomplir. Le Pigeon a été choisi pour son importante capacité de transport de carburant, mais c'était un avion obsolète avec un moteur capricieux pour lequel les pièces de rechange n'étaient pas faciles à obtenir. En position de ravitaillement, le pilote du Pigeon ne pouvait pas du tout voir le Sunbeam, il n'y avait donc aucun moyen de signaler un éventuel dysfonctionnement du moteur qui entraînerait une perte soudaine d'altitude. La Sunbeam n'était pas un avion particulièrement stable : aux dires de Smith, « il devait être piloté chaque instant avec la même concentration que pour un vol d'essai. » En outre, les deux appareils étaient terriblement incompatibles en termes de vitesse : quand ils effectuaient le ravitaillement, le Pigeon devait voler proche de sa vitesse de pointe alors que le Sunbeam ralentissait à la limite de sa vitesse de décrochage.
La première tentative de record faillit être un désastre après seulement 12 heures de vol. Pendant le ravitaillement, à proximité de l'île Santa Catalina, une turbulence soudaine a arraché le tuyau de la main de Trout, l'aspergeant de carburant, tandis qu'à l'autre extrémité du tuyau Reinhardt était en sang. Les deux avions sont retournés à Metropolitan Airport, et personne n'a été gravement blessé. Une série d'autres tentatives ont duré entre 10 et 18 heures ; le maillon faible à chaque fois était le moteur du Pigeon. Enfin, à la fin novembre 1929, la saison des pluies approchant, assez de facteurs favorables se sont mis en place pour leur permettre d'établir un record significatif, même s'il était plus modeste que ce qu'ils avaient initialement prévu. Pour des raisons totalement inexpliquées, le Sunbeam volait mieux que d'habitude ; le moteur Liberty du Pigeon fonctionnait bien après 36 heures, mais lorsqu'il faillit ce fut dramatique, et il força l'appareil de ravitaillement à un atterrissage d'urgence avec son tuyau dehors. Smith et Trout ont emmené le Sunbeam presque à sec, prolongeant leur vol à exactement 42 heures et demie.

### Record d'altitude
En mars 1930, Elinor Smith a ajouté près de 2 km au record mondial d'altitude, volant à une hauteur de 8 357 m. Sa performance dans une interview diffusée sur NBC peu de temps après le vol lui a valu une place en tant que radio reporter couvrant le monde de l'aviation, y compris les émissions en direct de spectacles aériens et les entrevues avec d'autres aviateurs de premier plan. En mai 1930, toujours avant son 19e anniversaire, elle devint la plus jeune pilote ayant une licence de transport accordée par le département du Commerce des États-Unis. En octobre 1930, un sondage auprès des pilotes brevetés l'a élue « meilleure Femme pilote d'Amérique ».
En mars 1931, décollant de Roosevelt Field à Long Island, elle tenta d'établir le record du monde d'altitude, à nouveau aux commandes d'un Bellanca 6 places. Son altitude 9 929 m lui a rendu le record féminin et a démontré la capacité du Bellanca, mais elle manqua de peu le record du monde. Le vol faillit être un désastre. Aux alentours de plus de 9 144 m, elle perdit conscience, la conduite de carburant gela, et le moteur cala. L'avion est entré en un vol plané. Smith reprit conscience à environ 8 230 m, et réussit à ramener l'avion sur un seul moteur marchant par intermittence.

### Les dernières années
La Grande Dépression balaya ses espoirs d'un vol solo transatlantique sans escale sur un Lockheed Vega, aussi continua-t-elle pendant plusieurs années à être une cascadeuse volante de premier plan, réalisant de nombreuses collectes de fonds pour les sans-abris et les nécessiteux. En 1934, Smith est devenu la troisième personne et la première femme à être représentée sur une boîte de Wheaties.
Elle a rencontré et épousé Patrick H. Sullivan, législateur et avocat,, neveu de Timothy « Big Tim » Sullivan (en) chef des Tamanend. Elle a continué à voler pendant un certain temps après leur mariage en 1933, mais après avoir eu un enfant, elle arrêta de voler et a passé plus de 20 ans comme ménagère de banlieue. Elle eut en tout quatre enfants.
Patrick Sullivan est décédé en 1956, et Elinor Smith est retourné à l'air. Son adhésion à l'Air Force Association lui permit de piloter l'avion d'entraînement T-33 Shooting Star et des C-119 pour des parachutistes. En mars 2000, au Ames Research Center de Moffett Federal Airfield en Californie, elle réalisa, en tant que pilote et avec un équipage entièrement féminin, un atterrissage simulé de la navette spatiale sur le simulateur de mouvement vertical de la NASA. Elle est ainsi devenue le plus vieux pilote à réussir un atterrissage simulé de la navette. En avril 2001, à l'âge de 89 ans, elle a piloté un Beechcraft Bonanza C33 expérimental de l'AGATE (en) à Langley Air Force Base, en Virginie.
Elinor Smith est décédée le 19 mars 2010, à Palo Alto, en Californie.